# 李從智
李從智，四川宜宾人，明朝政治人物、进士出身。

## 生平
永乐十三年，登进士，授大理寺评事，后升任苏州府知府。